# کریمسکی (باشقیرستان)
کریمسکی (به لاتین: Krymsky) یک منطقهٔ مسکونی در روسیه است که در باشقیرستان واقع شده‌است.